# Abergement-la-Ronce
Abergement-la-Ronce je francouzská obec v departmentu Jura ve Franche-Comté.

## Geografie
Sousední obce: Damparis, Saint-Symphorien-sur-Saône, Aumur, Saint-Aubin a Tavaux.

## Populace
Počet obyvatel